# Langohr-Kultarr
Der Langohr-Kultarr (Antechinomys auritus) ist eine Art aus der Familie der Raubbeutler (Dasyuridae), die in Western Australia, im Süden von South Australia und im Zentrum und Süden des Northern Territory vorkommt.

## Merkmale
Der Langohr-Kultarr erreicht eine Kopf-Rumpf-Länge von 7,2 bis 8,5 cm und hat einen 10,8 bis 14 cm langen Schwanz. Die Quaste am Schwanzende hat eine Länge von 4,0 bis 5,7 cm. Der Hinterfuß hat eine Länge von 24.2 bis 26,6 mm. Die Ohrlänge liegt bei 18,6 bis 21,7 cm. In Relation zur Größe des Kopfes hat der Langohr-Kultarr größere Ohren und eine größere Paukenblase (auditory bullae) als die nah verwandten Arten Östlicher Kultarr (Antechinomys laniger) und Gibber-Kultarr (A. spenceri). Auf dem Rücken ist das Fell hellbraun. Je nach die Ausrichtung der Haare erscheint es mehr oder weniger dunkelbraun gefleckt, da die unteren zwei Drittel der Rückenhaare schwarz sind. Auf den Körperseiten ist das Fell etwas heller, am Bauch ist es fast weiß. Die Augen sind dunkel umrandet. Entlang der Schwanzunterseite verläuft ein dunkelbrauner Streifen. Die Rückenhaare sind bis zu 11 mm lang, die Haare der Schwanzquaste sind bis zu 20 mm lang. Verglichen mit dem Gibber-Kultarr ist der Langohr-Kultarr meist etwas dunkler und verglichen mit dem Östlichen Kultarr ist er in der Regel etwas heller gefärbt. Die Fellfärbung ist jedoch als diagnostische Eigenschaft ungeeignet, da es bei allen drei Arten geografische Variationen hinsichtlich der Fellfärbung gibt. Dem Langohr-Kultarr fehlt die fünfte Zehe am Hinterfuß, ein Merkmal, das auch beim Östlichen Kultarr und beim Gibber-Kultarr auftritt. Weibchen des Langohr-Kultarrs haben drei Zitzenpaare.

## Lebensraum
Der Langohr-Kultarr hat das größte Verbreitungsgebiet aller Antechinomys-Arten und kommt wahrscheinlich in den meisten Trockengebieten von der Simpsonwüste im Osten bis zum Carnarvonbecken im Westen Australiens vor. Er lebt dort auf flachen, offene Sand- und Steinebenen zwischen den Dünenfeldern, ist allerdings relativ selten. Wie alle Antechinomys-Arten ernährt er sich von Insekten.

## Systematik
Antechinomys auritus wurde 2025 durch ein Team australischer Zoologen erstmals wissenschaftlich beschrieben. Die Population wurde vorher zu Antechinomys laniger gerechnet. Man stellte jedoch fest, dass A. laniger aus drei gut voneinander abgrenzbare Kladen besteht. Daraufhin wurde A. laniger auf die Population des östlichen Australien beschränkt, für die zentralaustralische Population wurde die Bezeichnung Antechinomys spenceri revalidiert und die westaustralische Population erhielt die Bezeichnung Antechinomys auritus.